# Decarydendron lamii
Decarydendron lamii är en tvåhjärtbladig växtart som beskrevs av Alberto Judice Leote Cavaco. Decarydendron lamii ingår i släktet Decarydendron och familjen Monimiaceae. Inga underarter finns listade i Catalogue of Life.